# Zaragüelles (calzones)

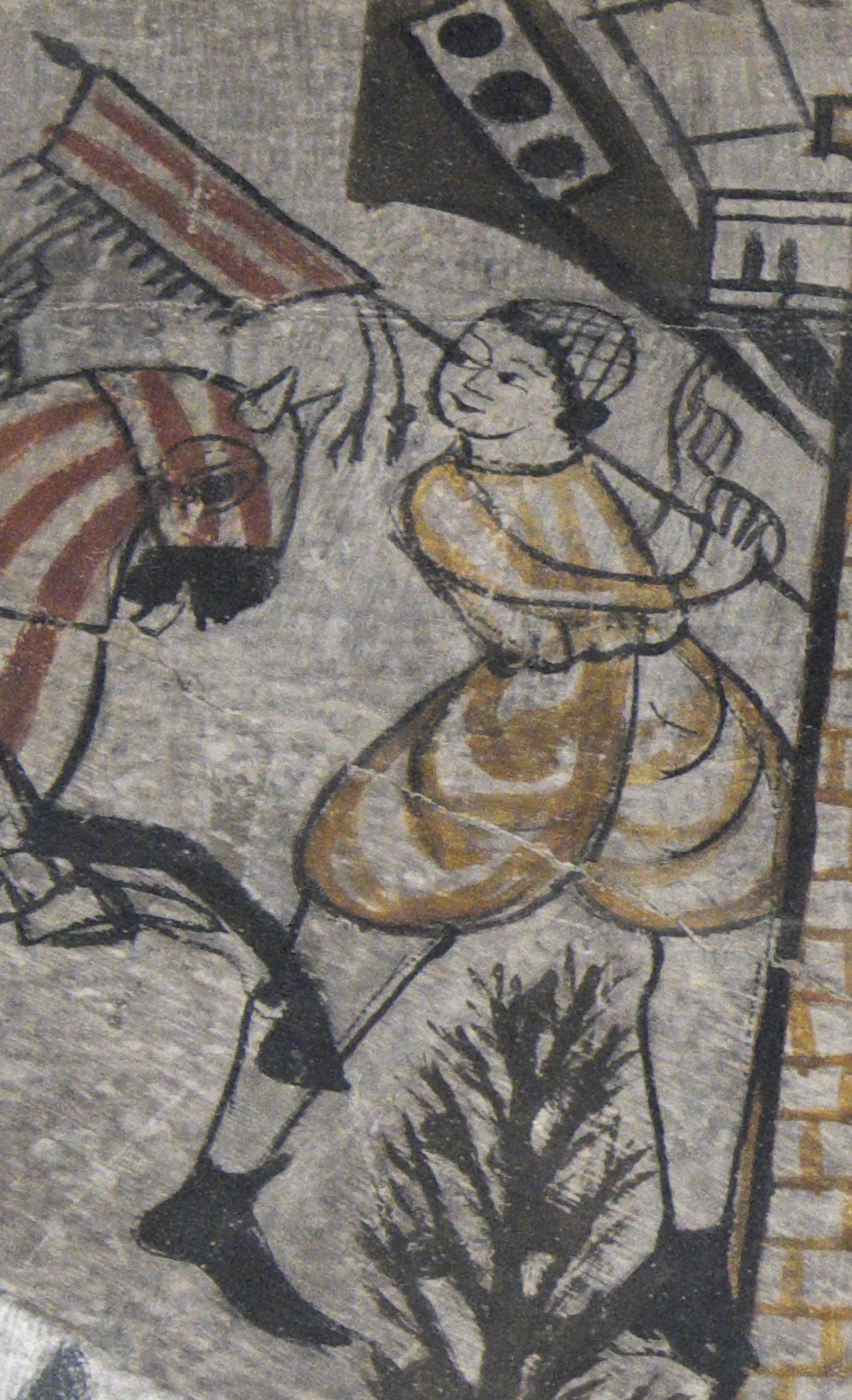
Hombre musulman o mozarabe usando Zaragüelles en la conquista de Valencia, pinturas de Alcañiz Castillo Convento, principios del.

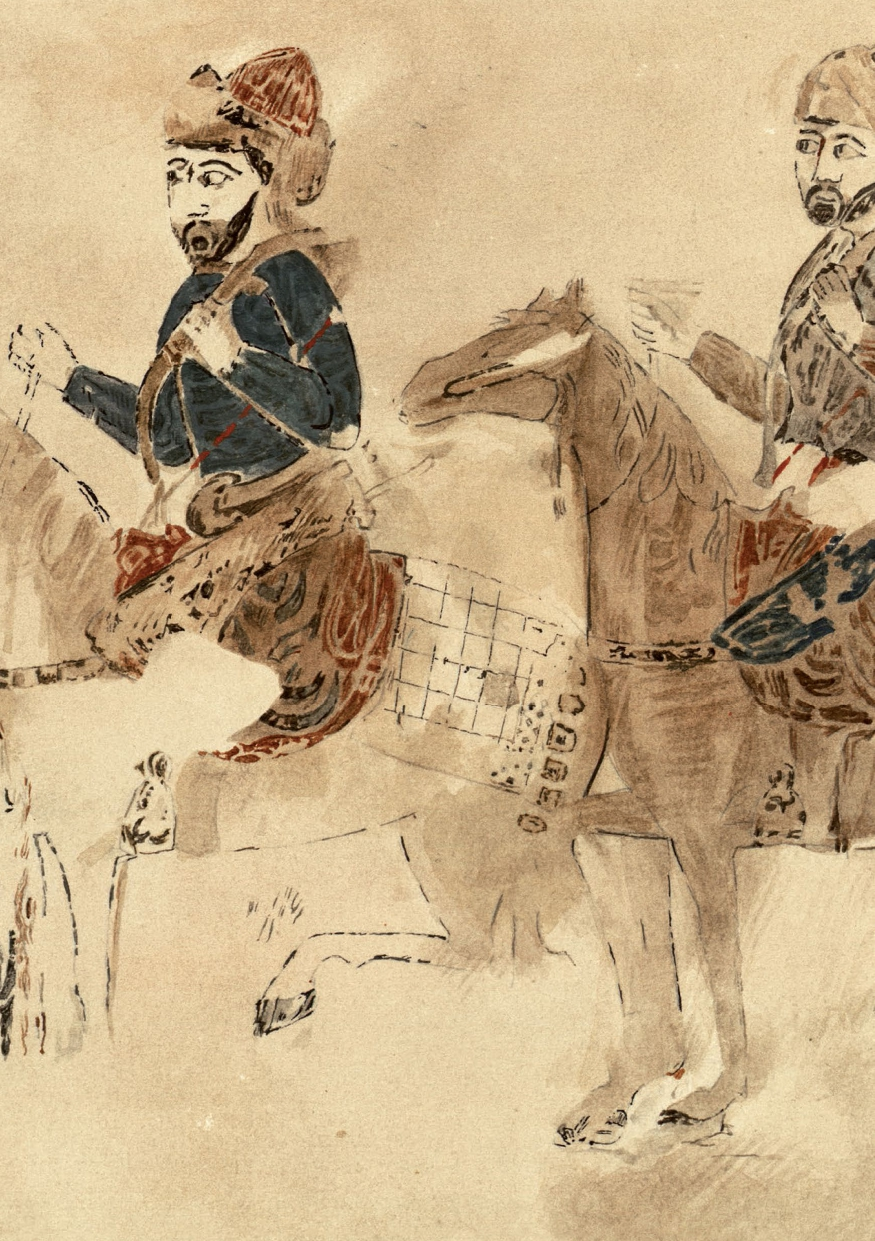
Detalle de la acuarela que reproduce las escenas de las pinturas Nazaríes de las casas del Partal donde se puede ver a jinetes usando zaragüelles ,siglo xiv d. C.

Los zaragüelles (del árabe hispano sarāwīl, a partir del árabe clásico sarāwīl, y este del arameo sarbāl[ā], osarbēlā o sarbalā) son unos pantalones o calzones de origen andalusí. Presentes en la indumentaria española del pueblo llano desde la Edad Media, se conservan como parte de los trajes tradicionales en varias regiones españolas, como la Comunidad Valenciana, la Región de Murcia, las Islas Baleares, Aragón, la provincia de Almería y zonas limítrofes de Granada.
Esta prenda de vestir la utilizaron los Regimiento de  Cazadores Voluntarios de Valencia  o Cazadores de Caro en la guerra de Independencia contra los franceses en 1808, al formarse este regimiento no tenía uniformidad y utilizaron sus propios ropajes, posteriormente se les doto de casacas de estilo inglés.

## Tipología
Definidos de forma general como "calzones muy amplios y abolsados", muy comunes en el campesinado español desde el siglo XIII, herederos de la vestimenta musulmana, los modelos más antiguos llevaban el vuelo ceñido en la cintura por una serie de pliegues y la horcajadura bastante baja, casi a la altura de la rodilla, para mayor comodidad, con perniles que bajaban más allá de las rodillas, pudiendo llegar a los tobillos.
En su estudio sobre indumentaria española en la época de los Austrias, Herrero García recoge una colección de referencias a zaragüelles 'castellanos' en el reinado de Felipe II. Se trata de prendas lujosas, confeccionadas en raso "leonado con pasamanos de oro", damasco negro, terciopelo y tafetán, estos últimos con botonadura. Diferencia Herrero zaragüelles de lienzo blanco en España andaluza y levantina, frente a los de paño o seda usados en Castilla.

## Zaragüelles cervantinos y galdosianos
Casi al inicio de Rinconete y Cortadillo, Miguel de Cervantes presenta al señor Monipodio diciendo que «Traía cubierta una capa de bayeta casi hasta los pies, en los cuales traía unos zapatos enchancletados, cubríanle las piernas unos zaragüelles de lienzo, anchos y largos hasta los tobillos; el sombrero era de los de la hampa, campanudo de copa y tendido de falda».
Por su parte, Benito Pérez Galdós, los hace protagonistas de algunos pasajes del capítulo XVIII de Tristana, con pasajes de este corte en una carta de Tristana a Horacio:

¡Qué guapota estaré, y tú qué salado, con tus tomates tempranos y tus naranjas tardías, saliendo a coger langostinos, y pintando burros con zaragüelles , o personas racionales con albarda... digo, al revés.

## En el traje regional
En la Comunidad Valenciana, denominados zaragüeles o saragüells  son de color blanco, anchos y con pliegues, pudiéndose llevar encima otros más cortos y de color negro. Van ceñidos a la cintura. Se confeccionan con tela de lino o algodón.
En la huerta de Murcia y otras comarcas de la vega del Segura, los zaragüelles tradicionales murcianos, muy similares a los valencianos, están confeccionados en lienzo o lino blanco. Es la prenda popular oficial el día del Bando de la Huerta en la ciudad de Murcia.
Se conserva su uso en Marruecos, como prenda cómoda bajo la chilaba.